# Потворув (гміна)
Гміна Потворув (пол. Gmina Potworów) — сільська гміна у центральній Польщі. Належить до Пшисуського повіту Мазовецького воєводства.
Станом на 31 грудня 2011 у гміні проживало 4325 осіб.

## Площа
Згідно з даними за 2007 рік площа гміни становила 81.89 км², у тому числі:
- орні землі: 84.00%
- ліси: 9.00%

Таким чином, площа гміни становить 10.23% площі повіту.

## Населення
Станом на 31 грудня 2011:
| Опис     | Загалом | Загалом | Чоловіки | Чоловіки | Жінки | Жінки |
| -------- | ------- | ------- | -------- | -------- | ----- | ----- |
| одиниця  | осіб    | %       | осіб     | %        | осіб  | %     |
| все      | 4325    | 100     | 2178     | 50.36    | 2147  | 49.64 |
| міське   | 0       | 100     | 0        |          | 0     |       |
| сільське | 4325    | 100     | 2178     | 50.36    | 2147  | 49.64 |

## Сільські округи
1. Домброва-Гощевіцка
2. Длуге
3. Грабова
4. Грабовска-Воля
5. Ямкі
6. Козенец
7. Лойкув
8. Марисін
9. Мокшец
10. Потворув
11. Рдзухув
12. Рдзухув-Колєня
13. Рдзув
14. Сади
15. Вір

## Сусідні гміни
Гміна Потворув межує з такими гмінами: Висьмежиці, Кльвув, Пшисуха, Пшитик, Радзанув, Русінув.